# Местці
Местці (рос. Местцы) — присілок в Старорусському районі Новгородської області Російської Федерації.
Населення становить 18 осіб. Входить до складу муніципального утворення Залуцьке сільське поселення.

## Історія
Від 2004 року входить до складу муніципального утворення Залуцьке сільське поселення.

## Населення
| 2010 |
| ---- |
| 18   |